# Pnau
Gli Pnau sono un trio musicale australiano di musica indie rock e dance-pop, nato a Sydney. Il gruppo è composto da Nick Littlemore (voce, produzione), Peter Mayes (chitarra, produzione e seconda voce) e, dal 2016, Sam Littlemore (produzione).

## Storia del gruppo
I due membri del gruppo si sono conosciuti alle scuole medie, all'età di 12 anni, e hanno iniziato a esibirsi insieme a metà degli anni '90, scrivendo canzoni inizialmente di genere acid, house e trance.

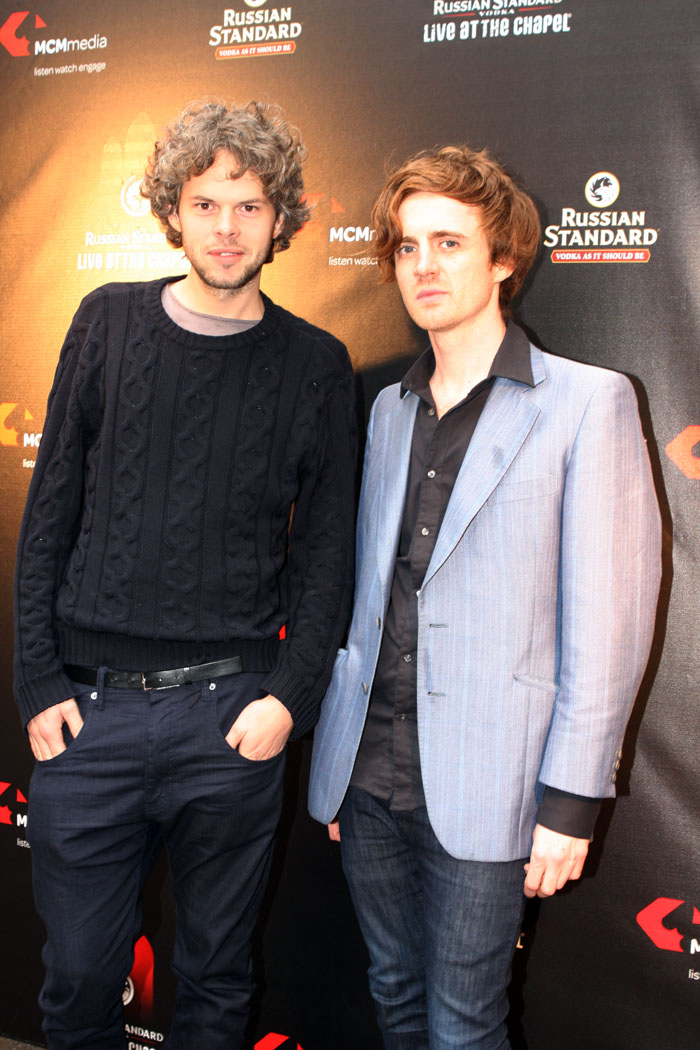
Gli Pnau nel 2011

Tra i lavori di maggior successo prodotti durante la loro carriera figurano il premiato album di debutto Sambanova (1999), il terzo album (Pnau, 2008), con un ottimo successo internazionale, e molti singoli giunti ai vertici delle classifiche. In particolare, Sambanova inizialmente è stato ritirato dai negozi di dischi per l'utilizzo di campionamenti non autorizzati, ma dopo essere stato ripubblicato nel giugno 2000, ha raggiunto l'apice della top 40 della classifica australiana, l'ARIA Charts. Ad ottobre dello stesso anno, agli ARIA Music Awards, ha anche vinto il premio come "Miglior Album Dance".
Il gruppo è inoltre conosciuto per aver lavorato più volte sotto la guida del cantante britannico Elton John, che ha voluto mettere sotto contratto il duo dopo aver ascoltato l'album Pnau. Il gruppo e Elton John hanno lavorato assieme anche nella realizzazione della canzone di quest'ultimo e Dua Lipa Cold Heart, inserito nel 34° album di John The Lockdown Sessions. La canzone è divenuta uno dei massimi successi del 2021, arrivato alla posizione nº 1 nel Regno Unito. Anche in Italia il singolo è rimasto a lungo uno dei brani più trasmessi dalle radio, classificandosi al 2º posto nella relativa graduatoria.

## Discografia

### Album
- 1999 - Sambanova
- 2003 - Again
- 2007 - Pnau
- 2011 - Soft Universe
- 2012 - Good Morning to the Night
- 2017 - Changa
- 2024 - Hyperbolic

### EP
- 2001 - Need Your Lovin' Baby
- 2005 - Enuff Enuff
- 2007 - Wild Strawberries

### Singoli
- 2000 - Need Your Lovin' Baby
- 2000 - Sambanova
- 2001 - Follow Me
- 2002 - Blood Lust
- 2002 - Una noche (Get Up) (con i Kid Creole and the Coconuts)
- 2004 - Again
- 2008 - Baby
- 2008 - Embrace
- 2011 - The Truth
- 2011 - Solid Ground
- 2011 - Unite Us
- 2012 - Epic Fail
- 2012 - Unite US
- 2012 - Everybody
- 2012 - Good Morning To The Night (con Elton John)
- 2012 - Sad (con Elton John)
- 2013 - Changes (Faul & Wad Ad vs PNAU)
- 2016 - Chameleon
- 2017 - Go Bang
- 2018 - Changa
- 2019 - Solid Gold (con Kira Divine e Marques Toliver)
- 2019 - All Of Us (con Ollie Gabriel)
- 2020 - Lucky (con Vlossom)
- 2020 - River (con Ladyhawke)
- 2021 - Stranger Love (con Budjerah)
- 2021 - Cold Heart (con Elton John e Dua Lipa)
- 2022 - You Know What I Need (con Troye Sivan)
- 2022 - The Hard Way (con Khalid)
- 2023 - Stars (con Bebe Rexha e Ozuna)
- 2023 - AEIOU (con gli Empire of the Sun)
- 2024 - All Your Energy
- 2024 - Nostalgia